# Pier-André Côté
Pier-André Côté (ur. 24 kwietnia 1997 w Gaspé) – kanadyjski kolarz szosowy.

## Osiągnięcia
Opracowano na podstawie:

2014
- 1. miejsce w mistrzostwach Kanady juniorów (jazda ind. na czas)

2015
- 3. miejsce w mistrzostwach Kanady juniorów (jazda ind. na czas)
- 3. miejsce w mistrzostwach Kanady juniorów (start wspólny)
- 1. miejsce na 5. etapie Tour de l’Abitibi

2017
- 3. miejsce w mistrzostwach Kanady (start wspólny)

2018
- 1. miejsce na 1. i 5. etapie Tour de Beauce

2019
- 1. miejsce na 2., 3. i 4. etapie Grand Prix Cycliste de Saguenay

2022
- 1. miejsce w Grand Prix Criquielion
- 3. miejsce w mistrzostwach Kanady (jazda ind. na czas)
- 1. miejsce w mistrzostwach Kanady (start wspólny)

2023
- 1. miejsce w mistrzostwach panamerykańskich (start wspólny)

2024
- 4. miejsce w Classic Loire Atlantique
- 1. miejsce w mistrzostwach Kanady (jazda ind. na czas)
- 2. miejsce w mistrzostwach Kanady (start wspólny)
- 5. miejsce w Druivenkoers Overijse
- 5. miejsce w Tour of Croatia

## Rankingi
| Rok              | 2017  | 2018  | 2019  | 2020  | 2021 | 2022 | 2023 | 2024 |
| ---------------- | ----- | ----- | ----- | ----- | ---- | ---- | ---- | ---- |
| World Ranking    | 1230. | 1441. | 1309. | 1497. | 446. | 315. | 248. | 238. |
| UCI America Tour | 100.  | 142.  | 181.  | 137.  | 40.  | 26.  | 22.  | 27.  |
|                  |       |       |       |       |      |      |      |      |
| Źródło: UCI      |       |       |       |       |      |      |      |      |